# Harvest Moon 2 GBC
Harvest Moon 2 GBC, released in Japan as Bokujō Monogatari GB2 (牧場物語GB2?) är en gård Simulatorspel för Game Boy Color som utvecklats av Victor Interactive Software och det andra bärbara spelet i   Story of Seasons  serier. Syftet med spelet är att odla en gård för att förhindra att landet används för att bygga en nöjespark. Som med föregående spel kan spelaren välja att spela som en pojke eller en tjej.